# Bandera dels Estats Federats de Micronèsia
La bandera dels Estats Federats de Micronèsia fou adoptada el 10 de novembre de 1979. El camp blau representa a l'oceà Pacífic, mentre que els quatre estels blancs representen als quatre grups d'illes que formen la Federació: Chuuk, Pohnpei, Kosrae i Yap.
El Territori en Fideïcomís de les Illes del Pacífic va ser administrat pels Estats Units sota els auspicis de les Nacions Unides després de la Segona Guerra Mundial. A la dècada de 1950, els residents havien protestat per l'adopció d'una bandera, citant la manca d'una identitat cohesionada per al grup dispar d'illes, i l'esquema va ser abandonat.[2]
Aquest territori va adoptar per primera vegada una bandera el 24 d'octubre de 1962, que presentava un disseny de sis estrelles blanques al voltant d'un to de blau basat en la bandera de les Nacions Unides. La bandera va ser dissenyada per Gonzalo Santos i aprovada oficialment el 1965 pel Congrés Nacional. Les sis estrelles representaven els districtes de Yap, Chuuk, Pohnpei, Palau, Illes Marshall i Illes Mariannes del Nord; els tres últims no van passar a formar part dels Estats Federats de Micronèsia (FSM) el 1979.

## Banderes històriques

Bandera dels Estats Units, utilitzada de 1944 a 1979.
Bandera de les Nacions Unides, utilitzada de 1947 a 1965.
Bandera del Territori en Fideïcomís de les Illes del Pacífic, de 1965 a 1978.